# Frontera entre Ucraïna i Hongria
La frontera entre Ucraïna i Hongria es la frontera internacional entre Hongria (membre de la Unió Europea) i Ucraïna (membre de la Comunitat d'Estats Independents), amb una longitud de 128 kilòmetres. També es tracta d'una de les fronteres de l'espai Schengen i de la Unió Europea.
Fou traçada en 1918 per la comissió internacional en la que hi va tenir un paper essencial el geògraf francès Emmanuel de Martonne, però llavors era un segment de la frontera hongaresa-txecoslovaca. És el tractat entre la Unió Soviètica i Txecoslovàquia de 29 de juny de 1945 ("Tractat sobre la Ucraïna Subcarpàtica" i "Protocol annex al Tractat entre l'URSS i la República Txecoslovaca sobre el tema de la Ucraïna subcarpàtica") que la va convertir en la frontera soviètico-hongaresa. Des de 1991, després de la dissolució de l'URSS, es convertiria en frontera entre Hongria i Ucraïna.

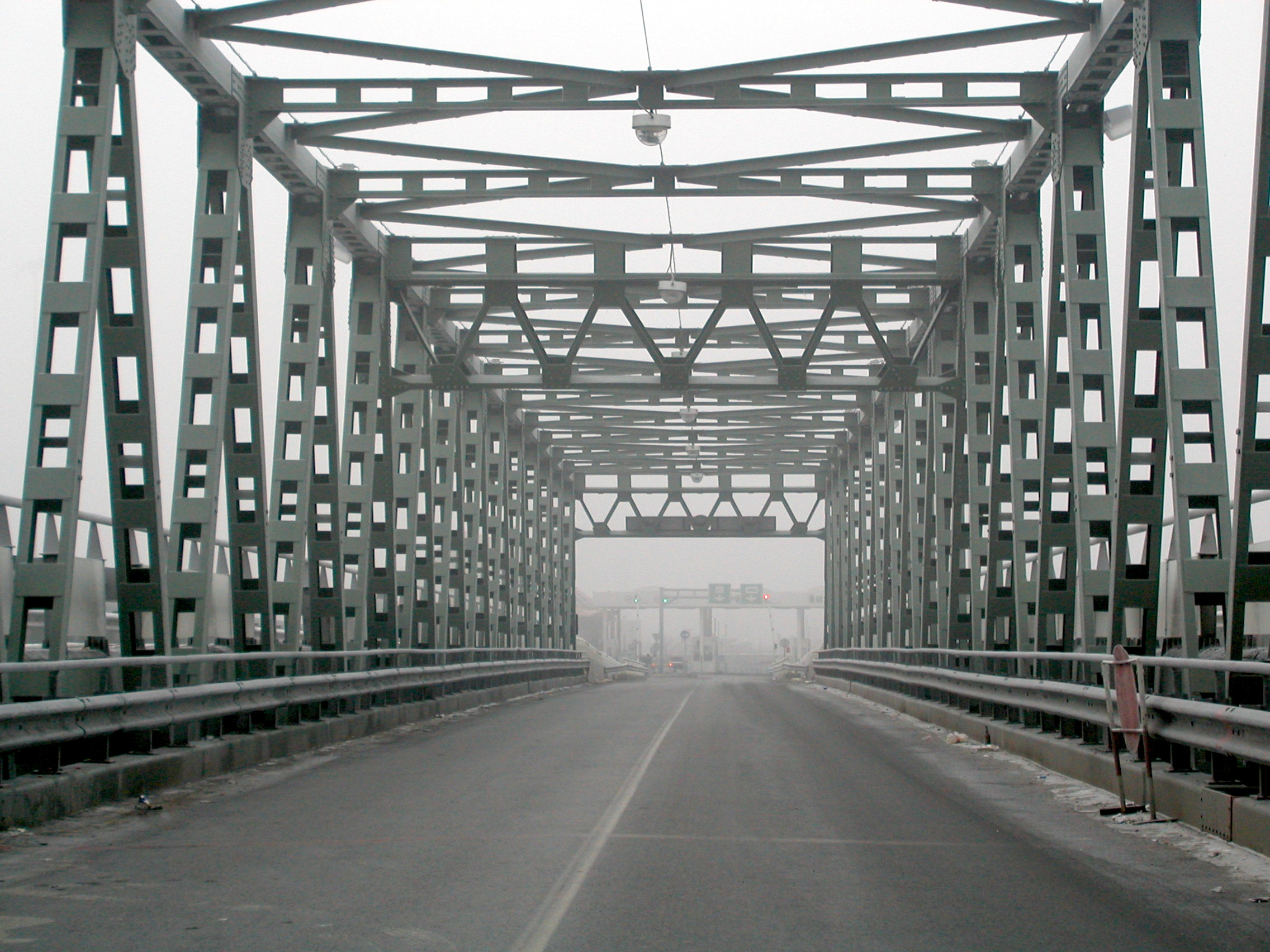
La frontera entre Záhony i Txop, sobre el Tisza

## Passos fronterers
Carretera
| Txop      | Ucraïna | M25 E573    | Hongria | Záhony      |  |  |
| Vylok     | Ucraïna | M26 E58 491 | Hongria | Tiszabecs   |  |  |
| Luzhanka  | Ucraïna | M24         | Hongria | Beregsurány |  |  |
| Dzvinkove | Ucraïna |             | Hongria | Lónya       |  |  |
| Kosyno    | Ucraïna | M25         | Hongria | Barabás     |  |  |

Ferrocarril
| Txop    | Ucraïna | — | Hongria | Záhony    |                   |
| Solovka | Ucraïna | — | Hongria | Eperjeske | només mercaderies |